# クロウ族
クロウ族（クロウぞく、Crow）とは北米大陸に住むインディアン部族。正式名は「アプサロケ族」（Absaroka、またはApsáalooke）で、これは彼らの言葉で｢カラスの人々｣を意味する。

## 歴史

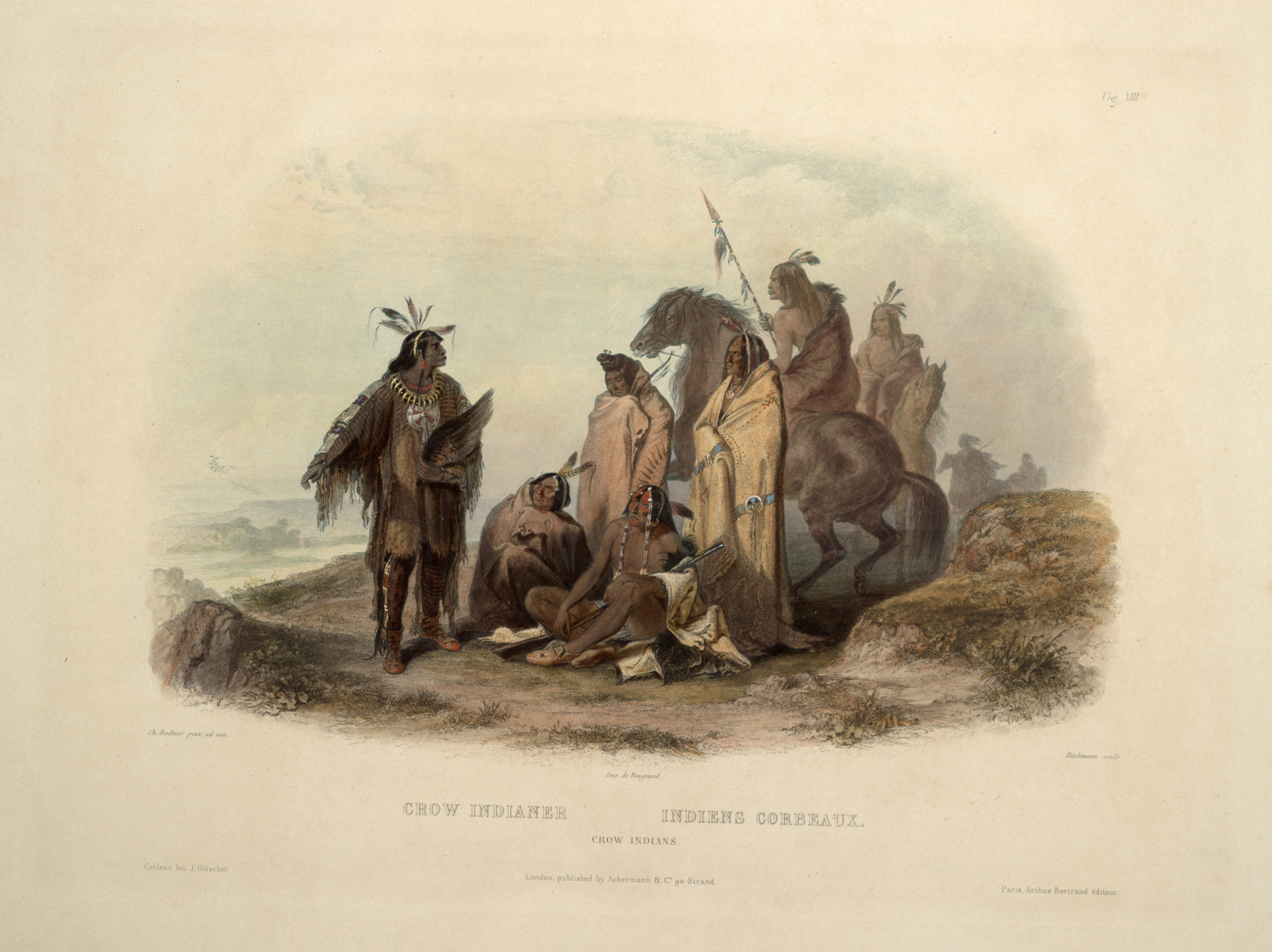
クロウ・インディアン（カール・ボドマー画、1830年代）

- アメリカのモンタナ州を中心にワイオミング州からサウスダコタ州の大平原地帯に定住する平原インディアンで、スー族（ラコタ）、アラパホ族、シャイアン族と同様に東から移動してきた平原部族。ヒダーツァ族の直系に当たる。
- かつてのクロウ族は、基本的に男は平原に出てバッファロー狩りをし、女は草の根や木の実などの採集をして暮らした。クロウ族は他の平原部族と同様に農耕を捨て、バッファローの狩猟に依存する部族だったが、タバコはクロウ族の自然崇拝の宗教上の上で、なくてはならない物であるためタバコの栽培は行っていた。
- クロウ族は平原インディアンの中では活発に交易してきた商人部族で、山岳部族や平原部族との交易の仲買人として活発に専念して来た。馬（重要な交易品であり、貨幣である）泥棒の評判も高かった。（平原インディアンでは馬泥棒は勇者の誉れあるスポーツだった。）
- 周辺部族との交易をしていたクロウ族は平原部族の中では、スー族やシャイアン族などの部族とは違って、白人を敵視しておらず、白人と接触後は白人とも交易するようになる。白人の毛皮会社が設立された当時は、インディアンと白人の仲買人として活躍して、弓矢や衣類、ペミカンを製作販売し、木のない平原に住む平原部族にはティピーに必要な木材を売ったりと、商才を発揮していた。
- スー族とは敵対関係にあるライバル部族で、白人に対して抵抗し戦うスー族とは対照的に、クロウ族は白人の強さを認め白人との争いを最小限に避けようとしていた。リトルビッグホーンの戦いでは白人側の斥候に付き、敵対するスー族と戦った。

## 文化

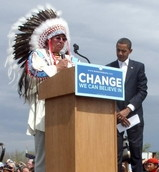
クロウ族部族議長カール・ヴェンネとオバマ大統領。オバマはクロウ族の保留地を初めて訪問した大統領である（2008年5月19日）

- 「ノー・バイタル」というカラスによって、今日の東モンタナから北ワイオミングにかけた、ビッグホーン谷とイエローストーン川流域に部族が導かれたという神話を持つ。
- リトルビッグホーンの戦いでの遺恨から、スー族とは現在も仲が悪い。
- 歴史的に余りにも白人に接近しすぎたため、同化政策の影響をもろに被る羽目となった。部族語の話者はほとんどいない。
- 毎年、彼らの保留地を主宰地にして、「クロウ･ティピー･フェスティバル」というティピーの祭が開かれ、様々な部族によって数百のティピーが建てられる。